# Bar Quadronno
Bar Quadronno és un local històric de Milà, situat al barri de Quadronno, una de les zones residencials més exclusives de la ciutat, símbol de la Milà de la tradició. Fundat el 1964 pel commendador Faravelli, s'ha convertit en una veritable institució milanesa, conegut pels seus llegendaris entrepans i per la seva atmosfera que recorda la "vella Milà".

## Història
El Bar Quadronno va ser el primer local a Milà a oferir entrepans farcits amb ingredients innovadors, com l'emblemàtic entrepà amb pernil de mico (en realitat, pernil de camosci). Fundat el 1964, el bar va esdevenir ràpidament un punt de trobada per als milanesos i per a personatges de l'espectacle, que es reunien en un ambient elegant i discret, allunyat de les llums de la fama. La seva fama també es va consolidar per ser un dels primers locals a romandre obert fins a tard, una intuïció encertada que va convertir el bar en un veritable referent de la Milà nocturna dels anys 70 i 80.
El 1981, la gestió del bar va passar a Antonio Colucci, qui va mantenir intacte el seu encant i la seva tradició. Avui dia, el Bar Quadronno continua sent gestionat per la família Colucci, que ha sabut adaptar-se als canvis del temps, mantenint al mateix temps l'autenticitat que va fer famós el local.

## El Local
Situat entre Corso di Porta Vigentina i Via Quadronno, el Bar Quadronno és un dels llocs més estimats de la Milà tradicional. El local ha conservat una atmosfera vintage, amb la fusta dominant en l'arredament, les ampolles de vi a les parets i el cap de senglar que corona la sala. Frequentat per una clientela variada, des de creatius fins a professionals, el bar sempre ha tingut una clientela seleccionada, composta per intel·lectuals, artistes, periodistes, però també per personatges del món de la moda.
El Bar Quadronno és conegut per ser freqüentat per personatges de renom del món de la moda, com Marvin Hagler, Matthieu Blazy, Pieter Mulier, Patrizio Bertelli, Miuccia Prada, que el visita regularment per a un aperitiu tranquil. Aquest vincle amb la moda ha estat recentment celebrat per Bottega Veneta, que ha dedicat al bar una de les seves creacions més emblemàtiques, la Quadronno Bag. Matthieu Blazy, director creatiu de la marca, és un habitual del local i ha descrit sovint el Bar Quadronno com un espai que encarna l'autenticitat de Milà.
Antonio Colucci, que va assumir la gestió del Bar Quadronno als anys 80, s'ha convertit en una figura central en la història del local. La seva família ha sabut preservar l'autenticitat del bar, fins i tot amb el pas dels anys i els canvis socials. Malgrat el canvi de propietat i l'ampliació del local, la tradició del Bar Quadronno roman intacta. El net d'Antonio, Lorenzo Colucci, s'encarrega de la gestió diària del bar, supervisat pel seu avi, que continua visitant el local cada dia.
El Bar Quadronno s'ha convertit en un símbol de la Milà que resisteix el pas del temps. La seva atmosfera de "vella Milà" l'ha fet un lloc de culte no només per als milanesos, sinó també per als turistes i visitants del món de la moda. La Quadronno Bag de Bottega Veneta és només el darrer homenatge que el món de la moda ha fet al local, que continua sent un lloc de trobada preferit per aquells que volen viure l'autèntic esperit milanès.